# Centris weilenmanni
Centris weilenmanni är en biart som beskrevs av Heinrich Friese 1900. Centris weilenmanni ingår i släktet Centris och familjen långtungebin. Inga underarter finns listade.